# Nulles
|  | No s'ha de confondre amb Nules. |

Nulles és un municipi de la comarca de l'Alt Camp.

## Història
Va formar part de la Vegueria de Tarragona fins al 1716. Després va passar a formar part del Corregiment de Tarragona des del 1716 fins al 1833.

## Geografia
- Llista de topònims de Nulles (Orografia: muntanyes, serres, collades, indrets..; hidrografia: rius, fonts...; edificis: cases, masies, esglésies, etc).

## Economia
El 1970 la seva renda anual mitjana per capita era de 46.378 pessetes (278,74 euros).
El 1983 el terme municipal de Nulles tenia unes 42 explotacions agràries d'entre 0 i 5 hectàrees i unes 79 d'entre 5 i 50 hectàrees.

## Demografia
| Entitat de població | Habitants (2023) |
| Nulles              | 508              |
| Bellavista          | 13               |
| Casafort            | 7                |
| Font: Idescat       |                  |

| 1497 f | 1515 f | 1553 f | 1717 | 1787 | 1857 | 1877 | 1887 | 1900 | 1910 |
| ------ | ------ | ------ | ---- | ---- | ---- | ---- | ---- | ---- | ---- |
| 24     | 28     | 28     | 218  | 397  | 626  | 559  | 687  | 682  | 791  |

| 1920 | 1930 | 1940 | 1950 | 1960 | 1970 | 1981 | 1990 | 1992 | 1994 |
| ---- | ---- | ---- | ---- | ---- | ---- | ---- | ---- | ---- | ---- |
| 813  | 689  | 593  | 598  | 579  | 470  | 388  | 364  | 328  | 328  |

| 1996 | 1998 | 2000 | 2002 | 2004 | 2006 | 2008 | 2010 | 2012 | 2014 |
| ---- | ---- | ---- | ---- | ---- | ---- | ---- | ---- | ---- | ---- |
| 341  | 340  | 347  | 379  | 364  | 382  | 415  | 451  | 446  | 453  |

| 2016 | 2018 | 2020 | 2022 | 2024 | 2026 | 2028 | 2030 | 2032 | 2034 |
| ---- | ---- | ---- | ---- | ---- | ---- | ---- | ---- | ---- | ---- |
| 453  | 477  | 509  | 541  | 552  | -    | -    | -    | -    | -    |

## Llocs d'interès
- Celler del Sindicat Agrícola Sant Isidre, declarat Bé Cultural d'Interès Nacional.
- Sant Joan Baptista de Nulles